# Masteria golovatchi
Espèce
Masteria golovatchi est une espèce d'araignées mygalomorphes de la famille des Dipluridae.

## Distribution
Cette espèce est endémique de Cuba. Elle se rencontre dans les provinces de Guantánamo et de Santiago de Cuba.

## Description
Le mâle holotype mesure 3,27 mm.
Le mâle décrit par Passanha et Brescovit en 2018 mesure 3,29 mm et la femelle 3,04 mm.

## Étymologie
Cette espèce est nommée en l'honneur de Sergei Ilyich Golovatch.

## Publication originale
- Alayón, 1995 : La subfamilia Masteriinae (Araneae: Dipluridae) en Cuba. Poeyana, vol. 453, p. 1-8.